# Trem-unidade elétrico
Trem-unidade elétrico (português brasileiro) ou unidade múltipla eléctrica (português europeu), em inglês: electric multiple unit, EMU) é uma espécie de composição ferroviária movida a eletricidade. Formada por um ou mais carros de passageiros, distingue-se de outras composições por dispensar a necessidade de uma locomotiva, sendo pelo menos um dos seus veículos um carro-motor, que servirá para movimentar os demais chamados por carros-reboque (português brasileiro) ou reboques (português europeu). 

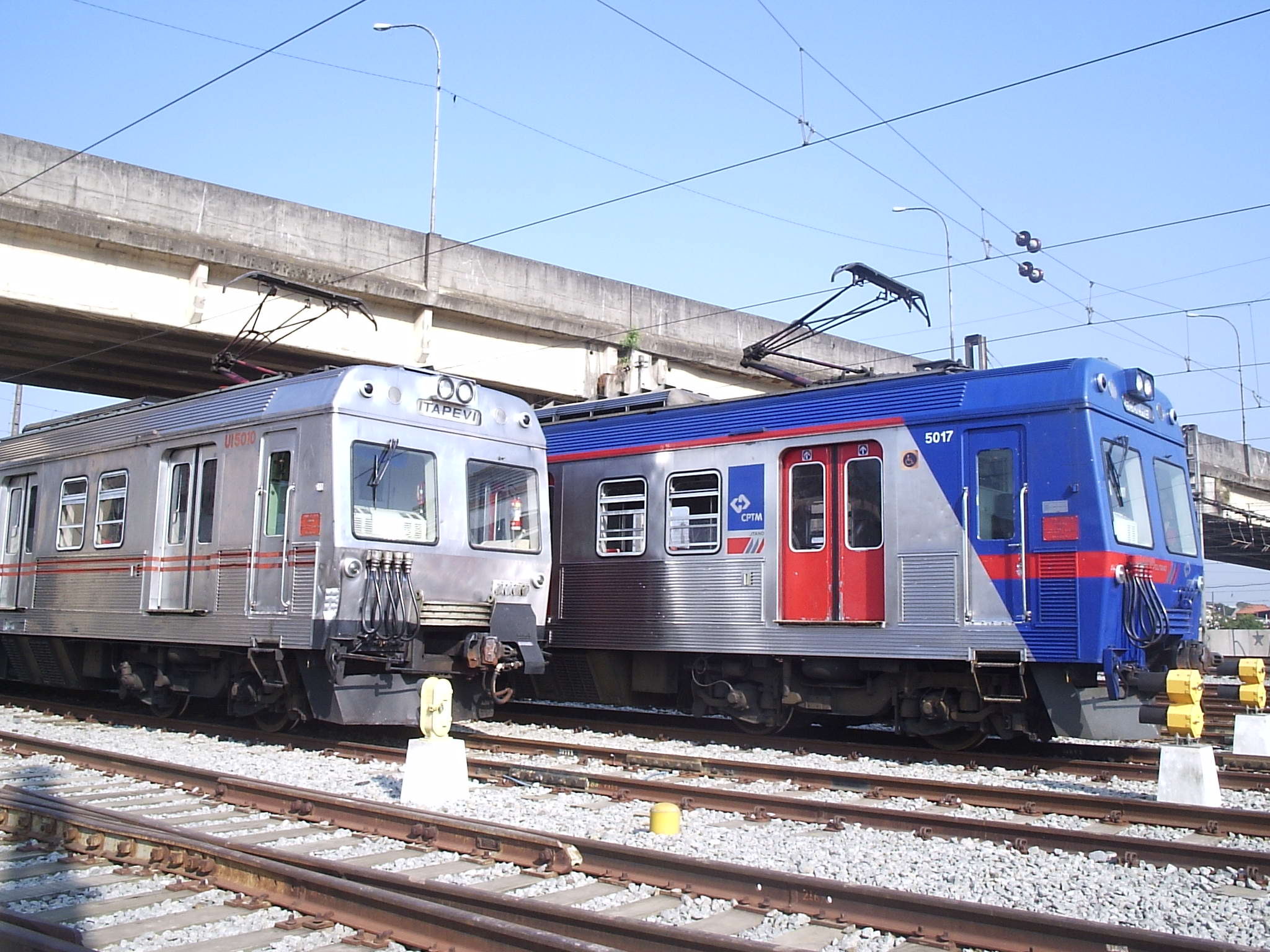
TUE Série 5000 (CPTM).

Normalmente, apresenta cabines para os operadores (ou maquinistas) em ambas as extremidades da composição, o que permite a alteração do sentido da marcha sem a necessidade de passar por um girador ou por uma via circular.
Os trens-unidades elétricos são largamente utilizados nos sistemas de metrôs e trens urbanos em todo mundo, havendo também TUEs que servem para linhas de longa distância.
Em Portugal, este tipo de composição denomina-se unidade múltipla a electricidade, fazendo parte do grupo das automotoras ou automotrizes.

## No Brasil
No Brasil, atualmente são utilizados trens-unidade elétricos nos seguintes sistemas metropolitanos:
- Metrô de São Paulo;
- Metrô do Rio de Janeiro;
- Trem Metropolitano de São Paulo;
- Trens Urbanos do Rio de Janeiro;
- Metrô de Porto Alegre (Trensurb);
- Metrô de Belo Horizonte (MetrôBH);
- Metrô do Recife (Metrorec);
- Metrô de Salvador;
- Metrô do Distrito Federal (MetrôDF);
- Metrô de Fortaleza;
- VLT Carioca;
- VLT da Baixada Santista.